# 伪狂犬病毒
伪狂犬病毒（Pseudorabies Virus，简称PRV）是一种疱疹病毒科甲型疱疹病毒亞科水痘病毒属的病毒。伪狂犬病毒感染引起各种家畜和野生动物患上伪狂犬病。
在被感染的动物中，猪（包括野猪）既是伪狂犬病毒的原发感染宿主又是病毒的长期贮存和排出者。值得注意的是，仅在猪中可观察到伪狂犬病毒的潜伏感染。
伪狂犬病毒通过口鼻感染途径进入机体后，在上呼吸道进行复制，随后病毒攻击感觉神经末梢，穿过突触感染神经元，进而侵入神经系统。
伪狂犬病病毒可以在潮湿空气中存活4小时并传播2公里。另外，伪狂犬病病毒可以在井水中存活长达7小时，在绿草、土壤和排泄物中存活2天，在污染的饲料里存活3天，在垫草中存活4天。

## 神经系统科学的应用
伪狂犬病病毒是用于神经生物学的有力工具，可以分析中枢神经系统的神经回路。伪狂犬病病毒的Bartha株是1961年研发的弱毒株，并作为退化的跨神经突触示踪法。